# Croix de Saint-Jean-du-Poteau
La croix Saint-Jean-du-Poteau, est située au lieu-dit "Saint-Jean-du-Poteau", sur la commune de Plumelin dans le Morbihan.

## Historique
La croix Saint-Jean-du-Poteau fait l’objet d’une inscription au titre des monuments historiques depuis le 20 mars 1934.